# 生物系統地理学
生物系統地理学(せいぶつけいとうちりがく、Phylogeography)とは、現代の個体・集団の地理的分布がどのような歴史的過程により生じたのか、という問題を、遺伝子系図のパターンの解析から解明しようと試みるものである。
この用語は、種内および種間の、地理的効果により構造化された遺伝的パターンに注目する場合に用いられる。ある種の現在の生物地理状況や、予想される過去の系統的情報を生物地理学的観点から読み解くことに主題を置く点で、古典的な集団遺伝学や系統進化学とは異なる。
推測される過去のイベントとしては、集団拡大 ( population expansion )、ボトルネック ( population bottleneck )、分断分布 ( vicariance )、移住 ( migration )、などがある。近年は、合祖理論、ハプロタイプの系統的歴史、実際の分布情報を組み合わせて発展させることによって、現在のパターンを形成するにあたって上記のような異なる歴史的効果が及ぼした相対的な役割をより正確に評価することが可能となった。
さらには、近年の次世代シーケンサーの発展による遺伝情報の量の増大、速さの向上、コストの低下は新たなアプローチを可能としうる。

## 分野の進展
" Phylogeography "という用語が初めて作られたのは1987年であるが、学問的取り組みはより以前からなされていた。歴史的生物地理学 ( historical biogeography ) においては、地質、気候、その他生態学的条件が現在の種の分布にどのような影響を与えたのかという問題が扱われており、その分野の一部の研究者達は、何年も前から生物における地理と進化の関係を調査し続けている。1960年代、1970年代の二つの進展が、現在の生物系統地理学の原理を築く上でとりわけ重要であり、それは第一に、遺伝情報による系統分類 ( Cladistics ) という概念の広がりと、第二に、プレートテクトニクス理論の発展であった。
当時に生じていた学説は、 " vicariance biogeography " といい、新しい系統を生み出す原因は大陸の分離や河川の形成といった地質学的イベントであるという解釈であった。連続的に分布する生物集団、および生物種が、新しい山脈や川によって分割される時、二つの集団、および種が形成されるというわけである。古地理学、地質学、古生態学は、生物系統地理学と統合解析可能な情報を与えてくれる重要な分野である。
次に、生物系統地理学は、生物地理学に、集団遺伝学的、系統学的視点を持ち込んだ。1970年代中期、集団遺伝学的解析はミトコンドリアマーカーを用いたものに集中した。特に、PCR法の誕生は生物系統地理学の発展に大いに寄与した。
このブレイクスルーのおかげで、ミトコンドリアDNAの塩基配列情報をより多く得ることができるようになった。さらに、キャピラリーDNAシーケンサー技術などのDNA解読を容易にする実験室的な手法と、合祖理論などの得られた塩基配列情報をより有効に活用するコンピュータ解析手法の誕生は、生物系統地理的推定の向上に一役買った。
近年においては、初期の生物系統学的研究は、科学的視点を欠いた物語的な性質であったり、統計的厳密さの欠如 (例えば、対立する仮説の統計的な検定を怠るなど) が批判されている。一つの手法としては、Alan Templetonの Nested Clade Analysis が使われているが批判もある。

## 生物系統地理と生物保全
生物系統地理学は、保全の観点から価値の高い地域を優先づけることにも役立つ。また、生物系統地理学的解析は、evolutionary significant units (ESU) を定義する上でも役立つ。ESU とは、独自性の高い地理的分布やミトコンドリアDNAパターンから定義される保全の一単位であり、種のレベルの下位構造にあたる。
例えば、北アメリカ東部のアパラチア山脈の洞窟に生息するザリガニを扱った2005年の研究では、地理的分布の調査に加えて系統学的解析を加えることが、保全の優先順位を決めることにどのように役立つかをはっきりと示している。生物系統地理学的なアプローチを用いることによって、著者達は、一種だと思われていた広域分布種内に隠れた種の構造を見出した。これは、両方の血統が保護を受けるべきであることを保証し、そのような保全上の決定が今や可能となっている。この研究のような結果というのは、生物系統地理学的研究の成果としては珍しいものではない。
同じく、アパラチア山脈のオナガサンショウウオ属 ( Eurycea ) のサンショウウオの研究では、そのグループの現在の分類が種多様性を著しく過小評価していることを明らかにした。著者たちはまた、生物地理学的な多様性パターンが、歴史的な(現在よりも過去の)排水路のつながり方に関連付けられることも示した。この結果は、地域ごとの排水路のパターンの大きな転換が、これらのサンショウウオの多様性の生成において重要な働きをしていることを示唆している。
上記で述べたように、生物系統地理的な構造の詳細を理解することにより、保全において優先順位の高い地域を情報に基づいて選択すること(インフォームドチョイス)が認められるようになるだろう。

## 比較生物系統地理学 ( Comparative phylogeography )
比較生物系統地理学の分野においては、異なる種の地理的分布と生物系統地理的関係を関連付ける説明を試みている。

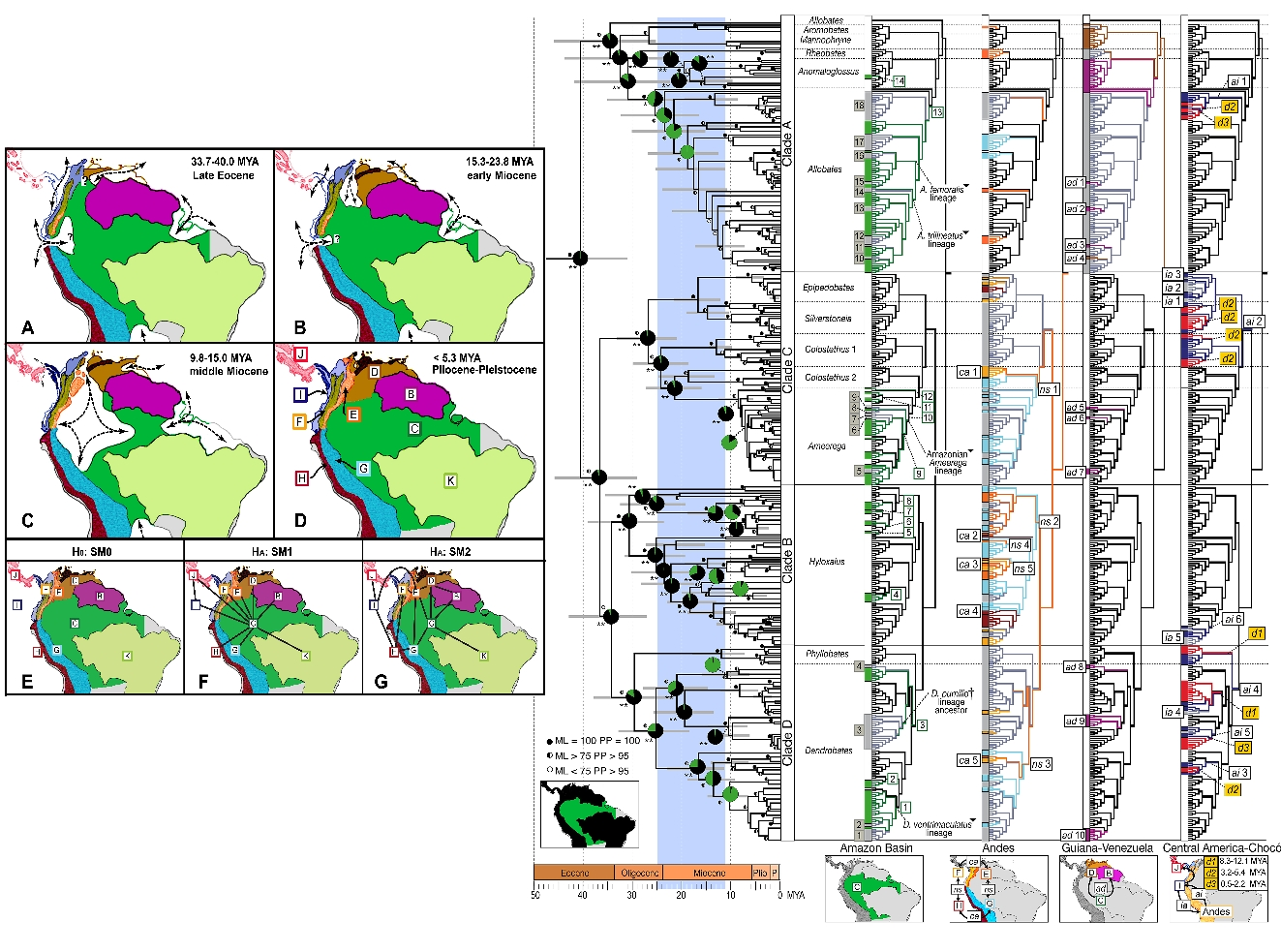
These figures map out the phylogeographic history of poison frogs in South America.

## 人類生物系統地理学
生物系統地理学は、我々自身、すなわち、ホモ・サピエンスの起源と分散パターンの解明においても役立っている実績がある。

### ジャーナル
- Journal of Biogeography
- Molecular Ecology
- Molecular Ecology Resources

### 参考資料
- 広葉樹の種苗の移動に関する遺伝的ガイドライン - 森林総合研究所